# Thornborough
Thornborough är en ort och civil parish i Storbritannien.   Den ligger i kommunen Buckinghamshire och riksdelen England, i den södra delen av landet, 80 km nordväst om huvudstaden London. Thornborough ligger 83 meter över havet och antalet invånare är 641.
Terrängen runt Thornborough är huvudsakligen platt. Thornborough ligger nere i en dal. Runt Thornborough är det ganska tätbefolkat, med 192 invånare per kvadratkilometer. Närmaste större samhälle är Milton Keynes, 12,1 km öster om Thornborough. Trakten runt Thornborough består till största delen av jordbruksmark.